# 新天地 (広島市)

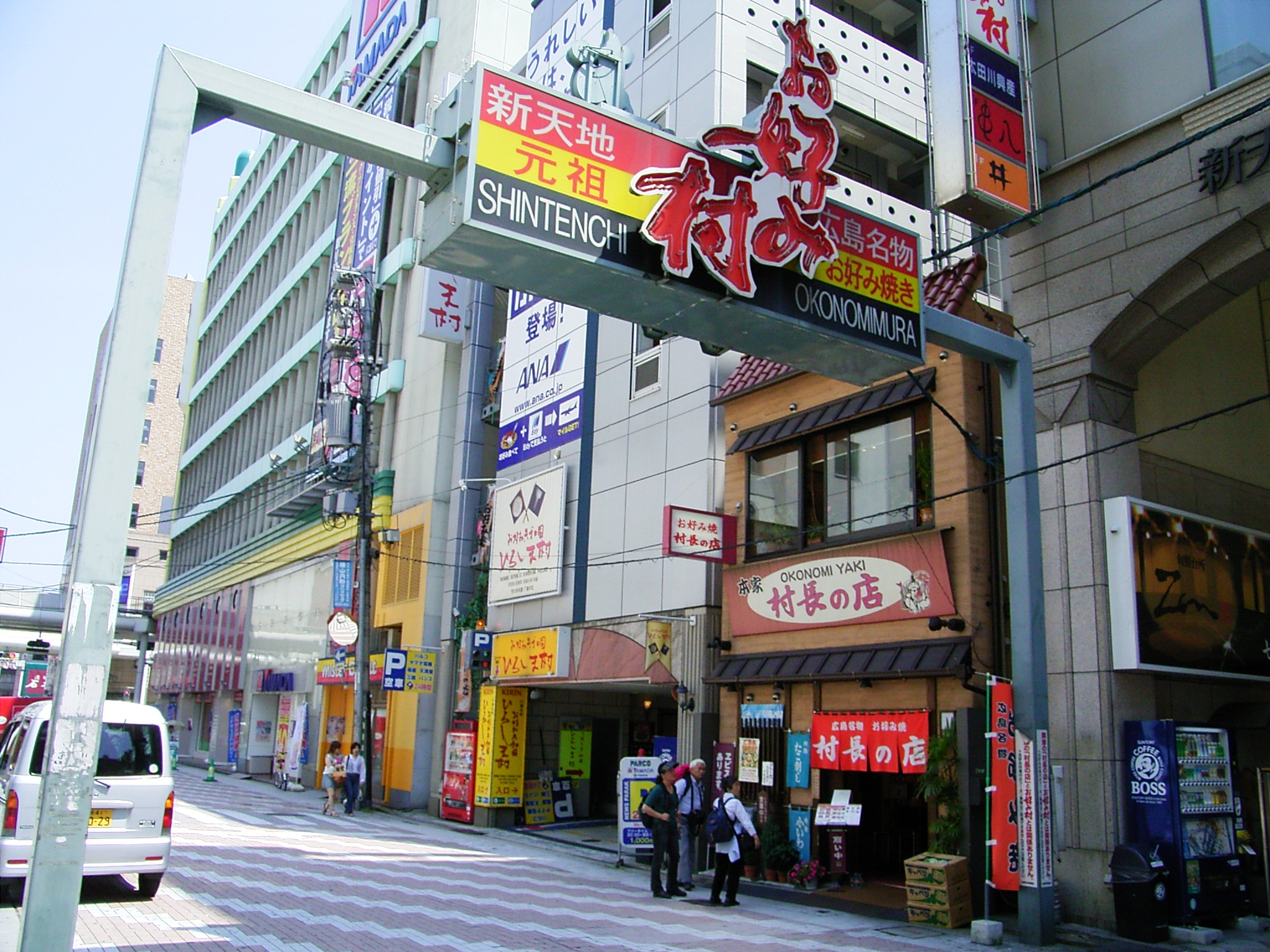
お好み村

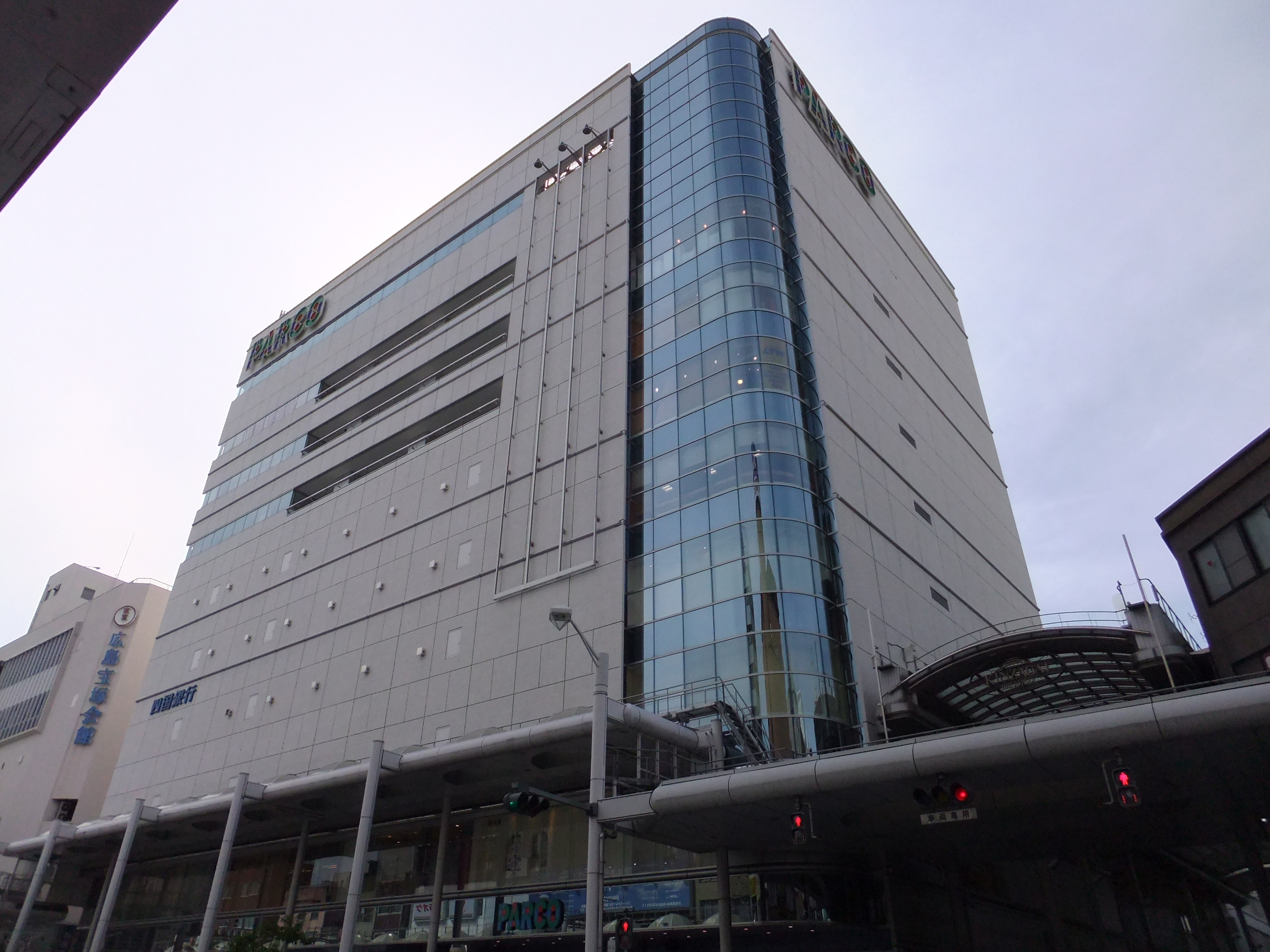
広島パルコ新館

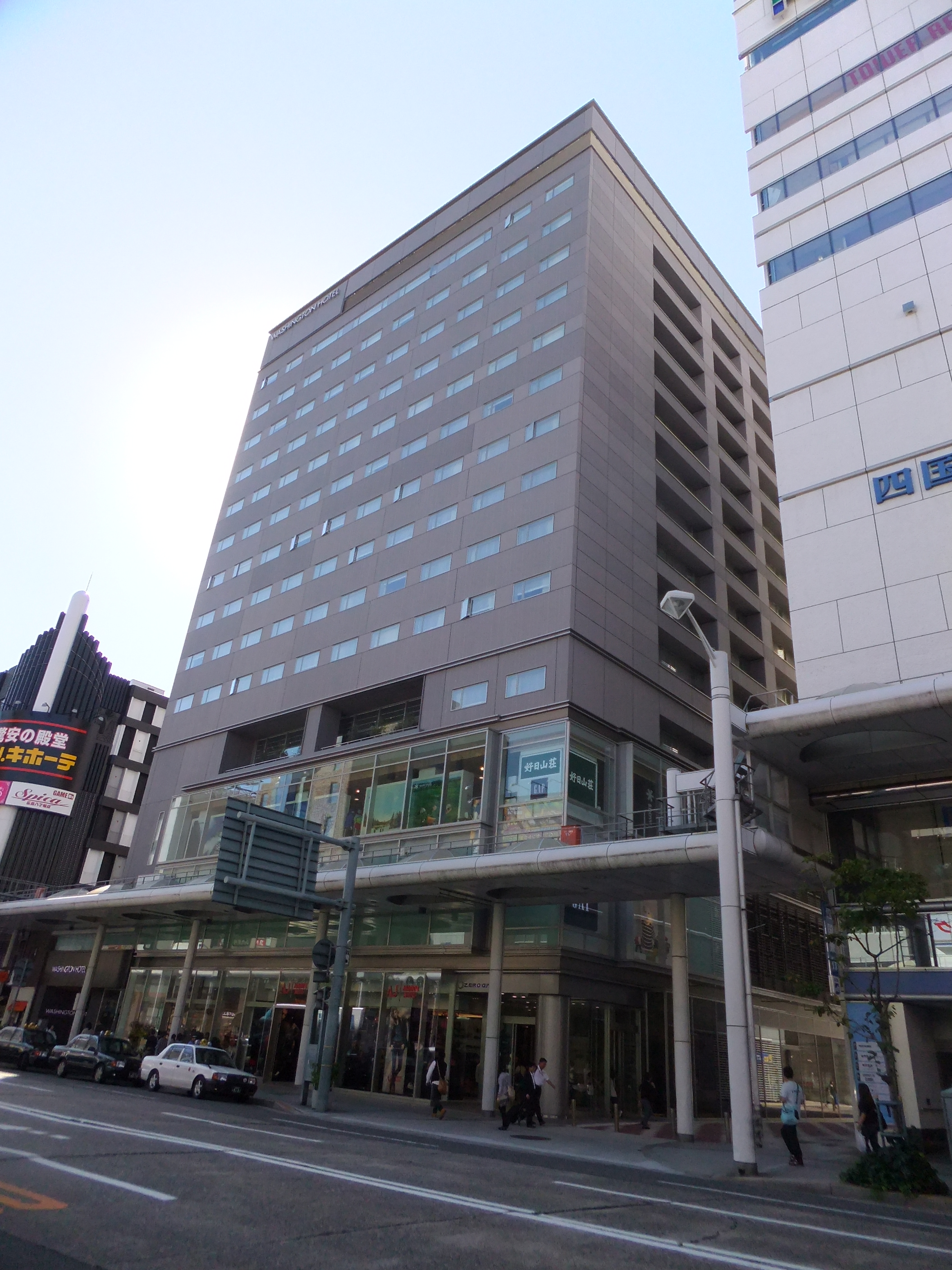
広島ZERO GATE

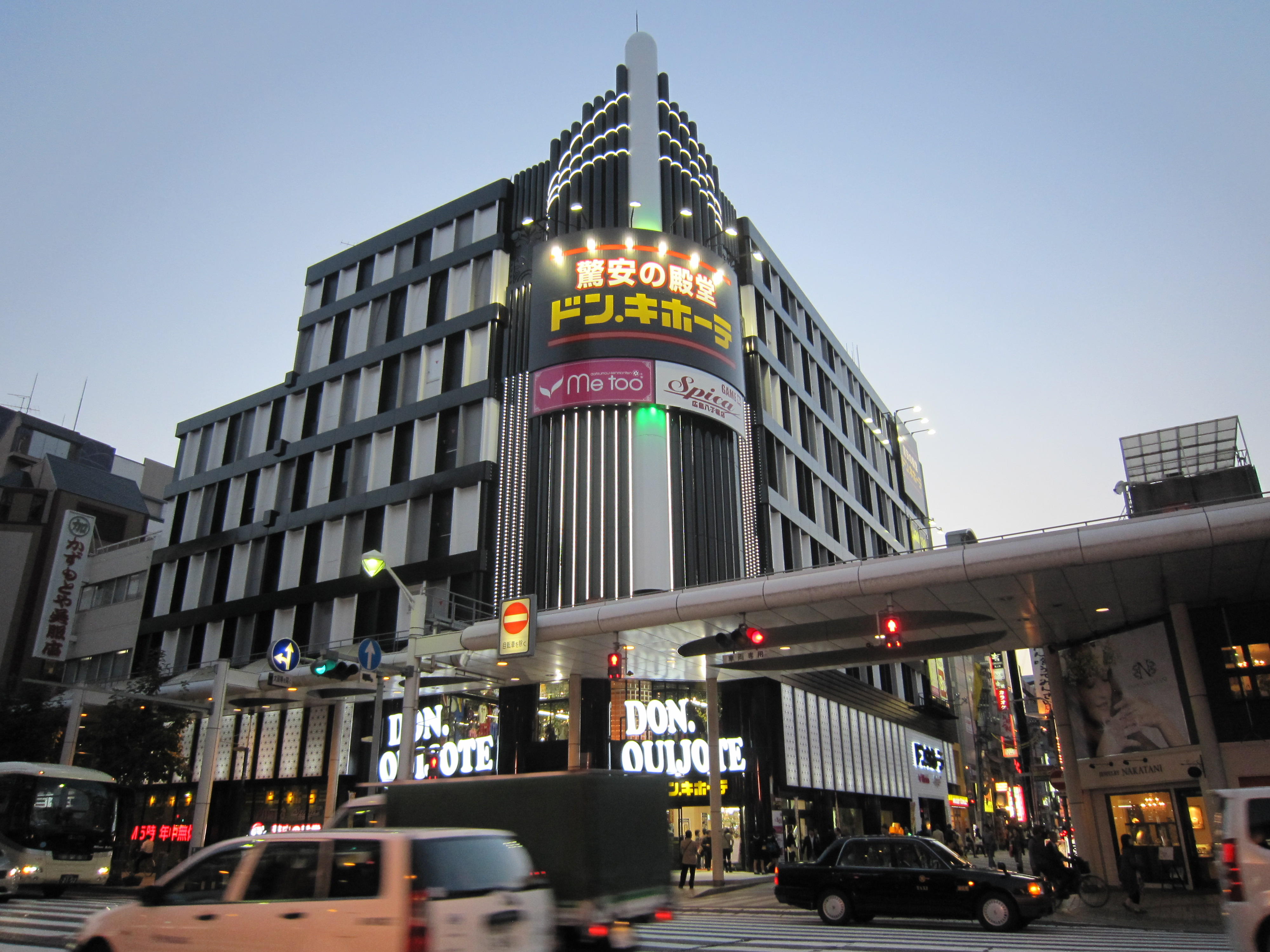
ドン・キホーテ広島八丁堀店

新天地（しんてんち）は、日本の広島県広島市中区の町名である。丁目は無い。住居表示実施済み。郵便番号は730-0034（広島中央郵便局管区）。

## 地理
広島市中心部、中区八丁堀の南側に位置する。中央通りを跨ぐ形で町域が構成されており、中央通りより西は本通商店街や並木通りにも接続し、広島パルコ新館やアリスガーデン、お好み村などがあり、中央通りより東は流川にも隣接し、バーやスナックなども多くあり中四国最大の歓楽街の一部を構成している。

## 歴史
- 1921年（大正10年）に商業地区として栄えていた八丁堀の南に新天地歓楽街として開発され、商業・娯楽の中心として多くの飲食店・娯楽施設が集まる。
- 1945年（昭和20年）8月6日 に広島市への原子爆弾投下により壊滅的な被害を受ける。
- 1951年（昭和26年）9月22日に新天地劇場（後に広島宝塚会館）開館。
- 1957年（昭和32年）に広島市による戦災復興都市計画の土地区画整理事業により、新天地広場（後に西新天地公園、現・アリスガーデン）が整備される。同時期に中央通りが開通。広場には50軒のお好み焼きの屋台が集まり、「お好み村」と称され戦後復興のシンボル的な存在となった。
- 1961年（昭和36年）11月3日にスーパーのイズミの1号店であるいづみ八丁堀店開業。
- 1963年（昭和38年）に新天地広場が西新天地公園として整備された。なお、お好み村の屋台は1965年（昭和40年）までに移転するなどした。
- 1967年（昭和42年）、公園前のプレハブ風の建物でお好み村が復活（現・新天地プラザお好み村）。
- 1985年（昭和60年）にイズミ八丁堀店がウィズワンダーランドとして新装開店。
- 1992年（平成4年）1月、お好み村が鉄筋コンクリート造7階建ての建物、新天地プラザお好み村として新装開店。
- 1994年（平成6年）、広島市の再開発事業「金座街地区市街地再開発事業」にて西新天地公園が整備されアリスガーデンの愛称も生まれた。
- 1994年（平成6年）3月、アリスガーデンに隣接する場所に広島パルコ本館が竣工、翌月4月開業。
- 2001年（平成13年）8月、広島パルコ新館が竣工、翌月9月開業。
- 2004年（平成16年）にウィズワンダーランドが閉店しヤマダ電機テックランド広島中央本店が開店。
- 2011年（平成23年）8月31日に広島宝塚会館が閉館。
- 2012年（平成24年）7月、ヤマダ電機の天満屋八丁堀ビルへの出店に伴い、閉店していたヤマダ電機テックランド広島中央本店跡にドン・キホーテ広島八丁堀店が開店。
- 2013年（平成25年）秋、広島宝塚会館跡地に広島ZERO GATEがオープン。[3]

## 主な施設
- 新天地プラザお好み村
- アリスガーデン（広島市西新天地公共広場）
- 広島パルコ新館
- 広島ZERO GATE
- 広島ワシントンホテル
- ドン・キホーテ広島八丁堀店
- 新天地公園（広島市東新天地公共広場）
- 広島中央警察署新天地交番
- 広島市西新天地自転車等駐車場
- 広島市西新天地駐車場
- 広島市東新天地自転車等駐車場
- 広島帝劇会館

## かつて存在した主な施設
- 広島宝塚会館（旧新天地劇場）
- ウィズワンダーランド（旧いづみ八丁堀店）
- ヤマダ電機テックランド広島中央本店

## 隣接している地区
- 袋町
- 三川町
- 本通
- 堀川町
- 流川町

## 交通

### 道路
- 中央通り (広島市)
- 並木通り (広島市)
- 相生通り
- 袋町裏通り
- 流川通り

### 公共交通機関
中央通り沿いに「新天地」バス停があり、広電バス・広島バス・広島交通 が停車する。北方向に八丁堀電停（八丁堀バス停）・胡町電停、西方向に本通駅（本通電停・本通りバス停）などもある。
新天地 バス停（南行き 富士見町方面）
- 12（広電バス） 御幸橋方面
- 23 横県線（広島バス） 大学病院方面
- 26 旭町線（広島バス） 旭町方面 夜に3便のみ
- 301 まちのわループ 左回り（広電バス・広島バス・広島交通） 日赤病院前方面

新天地 バス停（北行き 八丁堀交差点方面）
- 12（広電バス） 牛田方面
- 23 横県線（広島バス） 横川駅方面
- 26 旭町線（広島バス） 広島駅方面 朝の1-2便と夜の1-2便のみ
- 302 まちのわループ 右回り（広電バス・広島バス・広島交通） 広島駅新幹線口方面
- ひろしま観光ループバス「ひろしま めいぷる〜ぷ」グリーンルート（中国JRバス） 広島駅新幹線口方面

## 人口・世帯数
2018年6月末の人口は19人、世帯数は10世帯。